# (74401) 1998 YZ
(74401) 1998 YZ – planetoida z pasa głównego asteroid okrążająca Słońce w ciągu 5 lat i 184 dni w średniej odległości 3,12 j.a. Została odkryta 16 grudnia 1998 roku w Obserwatorium Kleť.